# Drassonax
Drassonax es un género extinto de mamífero de la familia Amphicyonidae (conocidos como oso-perro) endémico de América del Norte  que vivió durante el Oligoceno hace entre 33.9—33.3 millones de años aproximadamente

## Taxonomía
Drassonaxfue nombrado por Galbreath (1953). Su especie tipo es Drassonax harpagops. Fue asignado a Amphicyonidae por Galbreath (1953) y Baskin y Tedford (1996); y a Phocoidea por McKenna y Bell (1997).

## Morfología
Legendre y Roth examinaron un único espécimen para averiguar su masa corporal. Se estimó que el espécimen pesaba 1,42 kg (3,1 lb).